# Pluhův Žďár
Pluhův Žďár (německy Pluhow) je obec v okrese Jindřichův Hradec v Jihočeském kraji. Žije v něm 593 obyvatel.

## Historie
První písemná zmínka o obci (resp. tvrzi) pochází z roku 1267. Majitelem byl tehdy Pluh z Rabštejna, úředník Oldřicha I. z Hradce. Název obce pochází ze jména prvního majitele, jehož rod vlastnil tvrz a s ní celou vesnici do 15. století.
V 18. století vlastnila statek se zámkem a dvorem Marie Anna Janovská z Janovic, od roku 1793 rod knížat Paarů. Roku 1802 vyhořel panský dvůr a s ním většina vesnice. V roce 1900 měl Pluhův Žďár 61 domů s 345 obyvateli české národnosti.

## Obyvatelstvo
| Rok            | 1869  | 1880  | 1890  | 1900  | 1910  | 1921  | 1930  | 1950  | 1961  | 1970 | 1980 | 1991 | 2001 | 2011 | 2021 |
| -------------- | ----- | ----- | ----- | ----- | ----- | ----- | ----- | ----- | ----- | ---- | ---- | ---- | ---- | ---- | ---- |
| Počet obyvatel | 1 647 | 1 743 | 1 664 | 1 624 | 1 642 | 1 677 | 1 461 | 1 099 | 1 013 | 883  | 797  | 710  | 644  | 611  | 592  |
| Počet domů     | 249   | 269   | 277   | 277   | 281   | 282   | 288   | 283   | 261   | 240  | 229  | 294  | 314  | 322  | 328  |

## Obecní správa

### Části obce
Obec Pluhův Žďár se skládá z osmi částí na sedmi katastrálních územích.
- Červená Lhota (leží v k. ú. Jižná)
- Jižná (i název k. ú.) – leží asi dva kilometry severoseverovýchodně od centrální místní části Pluhův Žďár a necelý jeden kilometr východně od zámku Červená Lhota.
- Klenov (i název k. ú.)
- Mostečný (i název k. ú.)
- Plasná (i název k. ú.)
- Pluhův Žďár (i název k. ú.)
- Pohoří (k. ú. Pohoří u Kardašovy Řečice)
- Samosoly (i název k. ú.)

Do farnosti obce patřily také lesní samoty Klenovská hájovna a Prokopský Dvůr, které nyní spadají do katastru Velkého Ratmírova.
V Červené Lhotě leží známý zámek Červená Lhota. Místní část Červená Lhota představuje drobnou, původně součást Jižné o několika usedlostech a původně hospodářských staveních fungujících dříve jako zázemí zámku. Leží asi dva kilometry severně od Pluhova Žďáru.

### Obecní symboly
Znak a vlajka byly obci uděleny rozhodnutím předsedy Poslanecké sněmovny Parlamentu České republiky dne 25. března 2005.

## Pamětihodnosti
- Kostel Narození Panny Marie z roku 1717 (dříve s kaplí s údajně zázračnou vodou)
- Křížek před kostelem
- zámek Pluhův Žďár
- Pomník obětem první světové války
- Nedaleký zámek Červená Lhota

## Osobnosti
- Karl Ditters von Dittersdorf (1739–1799), rakouský klasicistní hudební skladatel a houslista

## Galerie

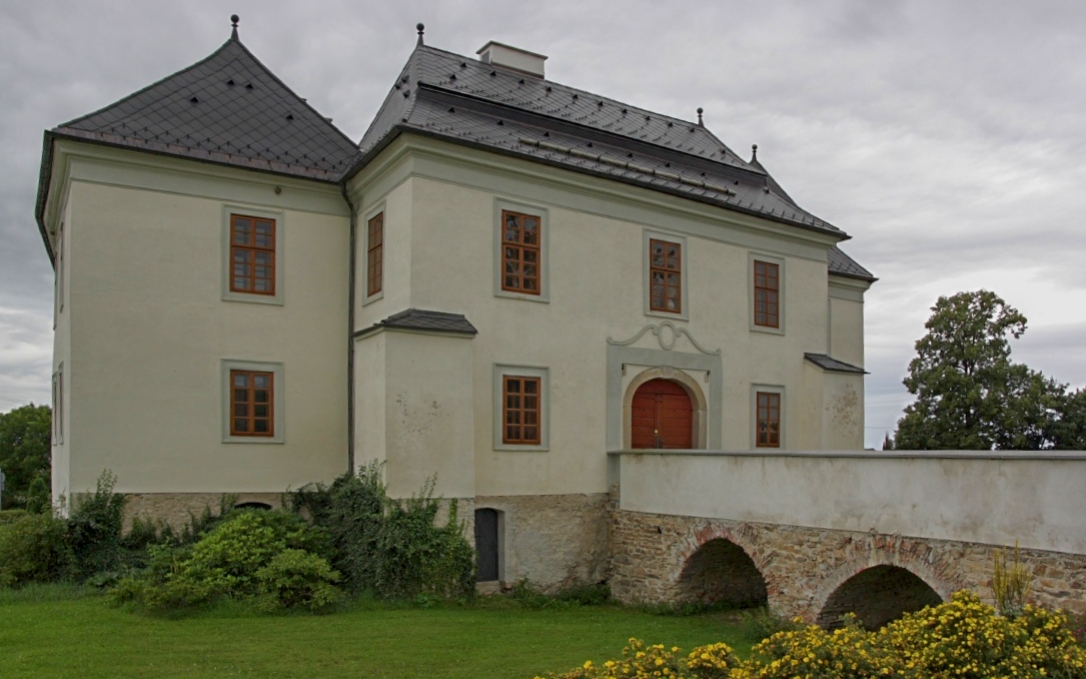
Zámek Pluhův Žďár
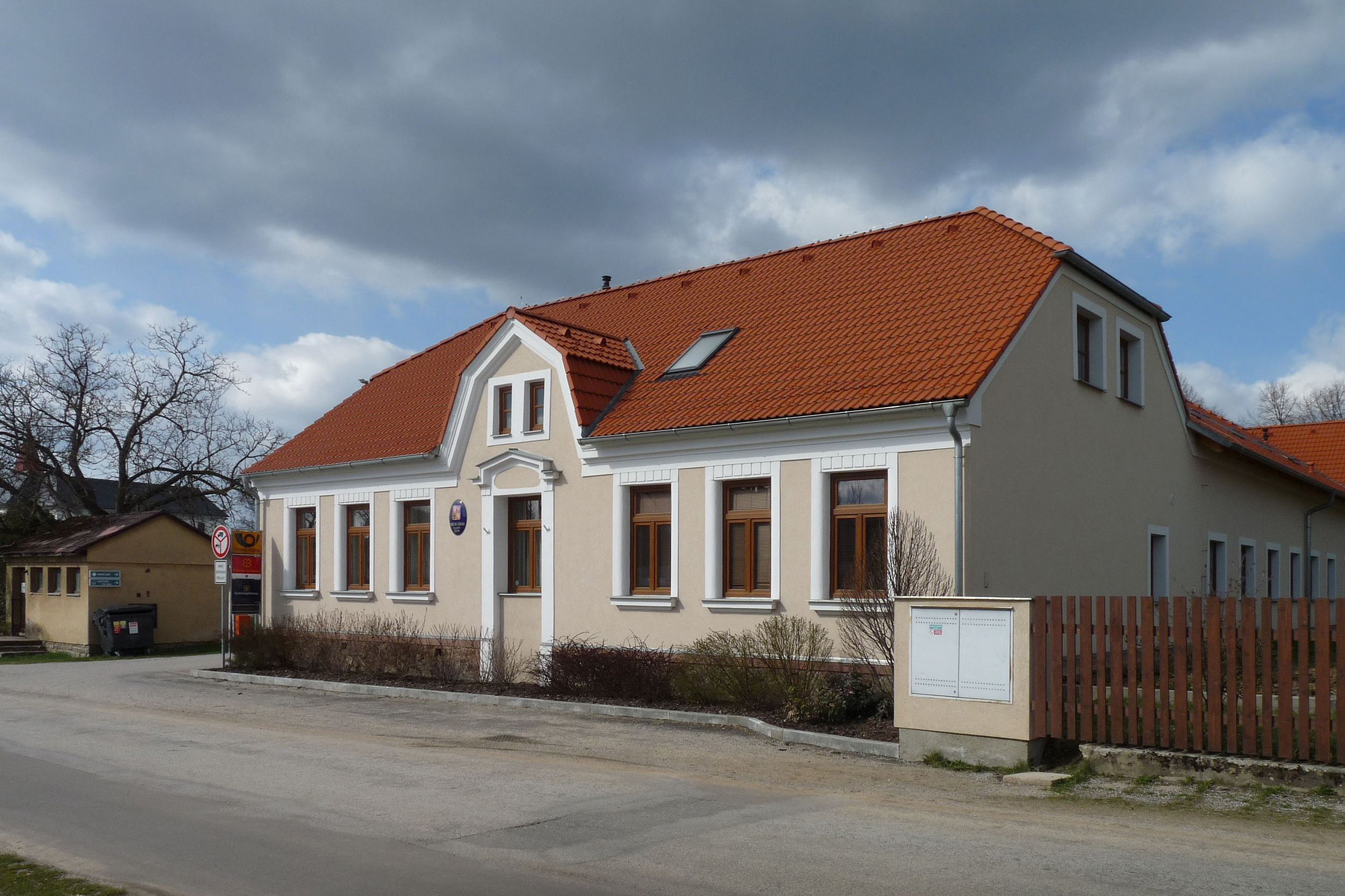
Obecní úřad a pošta
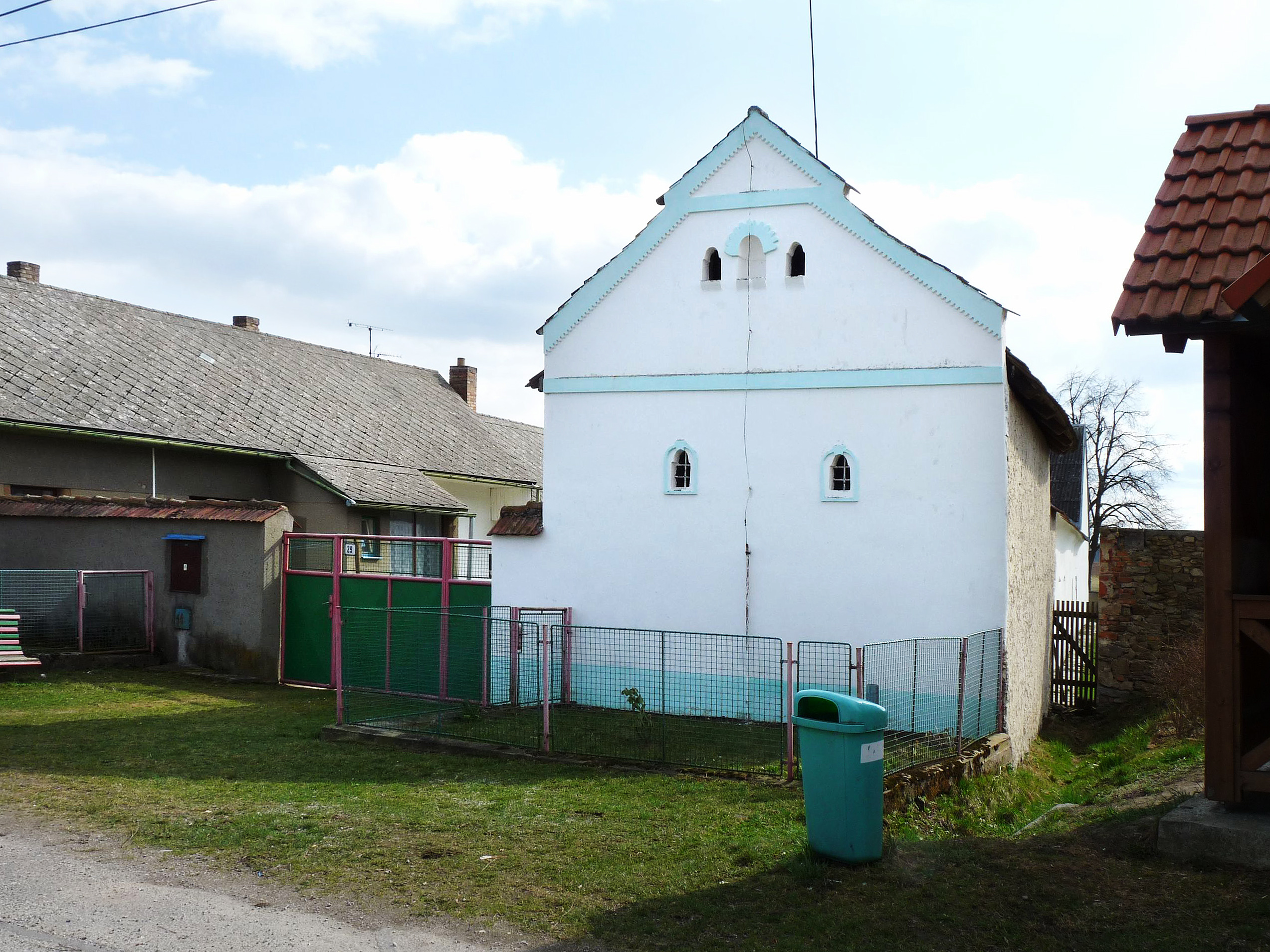
Dům č. p. 29